# Кирлик (село)
Кирлик (рос. Кырлык) — село Усть-Канського району, Республіка Алтай Росії. Входить до складу Кирлицького сільського поселення.
Населення — 999 осіб (2015 рік).
Село засноване у 1625 році.